# Francisc Augustin
Francisc Augustin (n. 19 iulie 1906, Lucăcești, România – d. 27 noiembrie 1983, București, România) a fost un preot, deținut politic, cleric romano-catolic și conducător al Arhiepiscopiei Romano-Catolice de București (din 1959 până la 27 noiembrie 1983) și al Diecezei de Iași, membru în Marea Adunare Națională și colaborator al Securității.

## Date istorice
Francisc Augustin a condus Episcopia Romano-Catolică de București din 1959 până la moartea sa. Chiar dacă din punct de vedere canonic, episcopul Petru Pleșca deținea o funcție mai mare, potrivit normelor canonice, preotul Francisc Augustin, fiind agreat de regimul comunist, își subordona Dieceza de Iași acum desființată de regimul comunist, prin comasarea acesteia cu Arhidieceza de București. Astfel s-a ajuns la situația fără precedent în care un episcop să fie subordonat unui simplu preot, printr-un document al Marii Adunări Naționale, care prevedea că toate diecezele catolice care nu aveau un număr de 750.000 de credincioși vor fi desființate iar toți conducătorii acestor dieceze să îndeplinească funcția de provicari. „Francisc Augustin (...) care a condus Arhiepiscopia Catolică de București după ce episcopul clandestin Joseph Schubert fusese întemnițat, iar apoi ținut cu domiciliul obligatoriu într-o comună rurală, reușind spre finele anilor 60 să plece definitiv din România. Deținut între anii 1951 și 1955, Augustin a preluat, ca vicar, în 1961 - după moartea lui Jovanelli (excomunicat în 1952) -, conducerea Arhidiecezei de București. Agreat de autoritățile comuniste, Augustin a devenit deputat în 1965, participând apoi activ și la campaniile de propagandă inițiate de regim.”
După moartea episcopului Petru Pleșca din 19 martie 1977, Sfântul Scaun a căutat o soluție viabilă pentru reglementarea jurisdicției canonice pentru Dieceza de Iași, chiar dacă în acel timp autoritățile statale nu o recunoșteau oficial, ea fiind inclusă în cadrul Arhiepiscopiei de București. „După multe căutări, discuții cu preoții și cu responsabilii din cadrul Departamentului Cultelor, organismul responsabil cu raporturile statului cu cultele din România, s-a convenit să se găsească o formulă canonică pentru o numire a unui administrator apostolic, cu un termen folosit în astfel de situații ordinarius ad nutum Sanctae Sedis ("ordinariu la dispoziția Sfântului Scaun"), legat direct de Sfântul Scaun în ceea ce privește administrarea canonică și jurisdicția bisericească. În același timp, se impunea obligația de a respecta formalitățile civile care admiteau pentru Iași titlul de provicar general al Arhiepiscopiei de București. Bucureștiul nu avea la acea dată un episcop, ci un Monsenior cu titulatura de vicar general, care obișnuia să se intituleze și să fie recunoscut drept conducătorul Arhiepiscopiei Romano-Catolice de București."
Succesorul său în funcție a fost episcopul Ioan Robu (arhiepiscop din 1990).

## Dosarul penal, arestarea și condamnarea
Până la arestarea sa și învinuirea în cadrul unui proces penal, autoritățile comuniste au format o rețea informativă în care era amintit și numele preotului Francisc Augustin. Această rețea urmărea decapitarea Bisericii catolice din România, precum și arestarea unui număr de preoți care se împotriveau regimului comunist prin diverse mijloace: de exemplu, predici critice la adresa regimului comunist, întreținerea de relații cu Sfântul Scaun după denunțarea unilaterală a Concordatului de către statul comunist, impresii despre starea lucrurilor din țară, starea de spirit în general și despre situația alimentară. După ce a fost constituit dosarul informativ, s-a decis ca monseniorul Vladimir Ghika, preotul Hieronymus Menges, preotul Francisc Augustin, preotul Iosif Gunciu, preotul Xaveriu Haider, precum și un număr de laici care au transmis sau intermediat scrisorile, între 1951-1952, către legația Franței să fie arestați. După analizarea dosarului No. 4563/953 – 4632/53, al Procuraturii Militare București și în urma rechizitorului No. 1463 din 28 iulie 1953, Francisc Augustin a fost condamnat, pentru complicitate la crima de înaltă trădare, la 3 ani temniță grea, împreună cu toți preoții arestați în același dosar.

## Funcții și decorații
Francisc Augustin a fost membru al Marii Adunări Naționale și un instrument docil al organelor de stat. În calitate de colaborator al Securității, conspirat între anii 1960 și 1969 sub numele de „Matei Popescu“ (după ce devine deputat în M.A.N. este folosit de Securitate doar ca „persoană de încredere“), a participat la Conciliul Vatican II, intoxicînd autoritățile papale cu informații false în ceea ce privește situația Bisericii Catolice din România. Indirect, Augustin a participat și la prigoana contra lui Rafael Haag. Toate aceste detalii se găsesc în diversele dosare, păstrate la CNSAS, și nu au fost tematizate în puținele studii care au apărut după 1990 sub semnătura unor istorici apropiați de Biserica Catolică.

### Distincții
- Ordinul Steaua Republicii Populare Romîne clasa a III-a (10 august 1964) „pentru merite deosebite în opera de construire a socialismului, cu prilejul celei de a XX-a aniversări a eliberării patriei”[11]